# سفى
سفى قرية من قرى منطقة المدينة المنورة في السعودية، تقع غرب المدينة المنورة